# Caroline du Sud durant la guerre de Sécession
 (décembre 2020).
Le contenu est difficilement compréhensible vu les erreurs de traduction, qui sont peut-être dues à l'utilisation d'un logiciel de traduction automatique.
La Caroline du Sud est le premier État à faire sécession de l'Union, en décembre 1860, et l'un des membres fondateurs de la Confédération, en février 1861. Le bombardement de la garnison américaine assiégée du Fort Sumter dans le port de Charleston, le 12 avril 1861, est couramment considéré comme le premier engagement militaire de la guerre.
La Caroline du Sud est une source de soldats pour l'armée confédérée, mais aussi pour celle de l'Union, qui est renforcée par des milliers d'ex-esclaves venus de cet État. Elle fournit également des uniformes, des textiles, de la nourriture et du matériel de guerre, ainsi que des soldats formés et des leaders de The Citadel et d'autres écoles militaires. Contrairement à la plupart des autres États confédérés, la Caroline du Sud possède un réseau ferroviaire à écartement constant reliant toutes les grandes villes. Relativement peu occupée par l'Union jusqu'à la fin de la guerre, la Caroline du Sud accueille un certain nombre de camps de prisonniers de guerre. La Caroline du Sud est également le seul État confédéré dépourvu de poches de ferveur anti-sécessionniste assez fortes pour envoyer de grandes quantités d'hommes blancs se battre pour l'Union, comme dans les autres États de la Confédération.
Parmi les principaux généraux issus de Caroline du Sud, on retrouve Wade Hampton III, l'un des principaux cavaliers de la Confédération, Maxcy Gregg, tué au combat à Fredericksburg, Joseph B. Kershaw, dont la brigade d'infanterie de la Caroline du Sud participe à certains des plus durs combats de l'armée de Virginie du Nord, et James Longstreet, qui sert dans l'armée sous les ordres de Robert E. Lee et dans l'armée du Tennessee sous les ordres du général Braxton Bragg.

## Contexte
La population blanche de l'État soutient vivement l'institution de l'esclavage depuis le XVIIIe siècle. Les dirigeants politiques comme les démocrates John Calhoun et Preston Brooks ont enflammé les passions régionales et nationales soutenant l'esclavage, et de nombreuses voix pro-esclavagistes se sont élevées pour la sécession. Au déclenchement de la guerre, la Caroline du Sud a le pourcentage le plus élevé d'esclaves de tous les états américains : 57 % de sa population est en esclavage et 46 % de ses familles possèdent au moins un esclave.
Pendant des décennies, les dirigeants politiques de la Caroline du Sud ont attisé les passions régionales en menaçant d'annulation et de sécession au nom du droit (en) des États du Sud et de la protection des intérêts des puissances esclavagistes (en).
Pour Alfred P. Aldrich, un politicien de Caroline du Sud de Barnwell, la déclaration de la sécession serait nécessaire si un candidat républicain gagnait l'élection présidentielle américaine de 1860, indiquant que ce serait la seule façon pour l'État de préserver l'esclavage et diminuer l'influence du parti républicain anti-esclavagiste, qui si ses objectifs d'abolition étaient atteints, aurait pour conséquence la « destruction du Sud » :

« Si le parti républicain, avec son socle de principes dont la principale caractéristique est l'abolition de l'esclavage et, par conséquent, la destruction du Sud, dirige le pays à la prochaine élection présidentielle, resterons-nous dans l'Union ou formerons-nous une Confédération séparée ? C'est la grande et grave question. Il ne s'agit pas de savoir qui sera président, ni quel parti nous gouvernera - il s'agit de questions politiques et sociales »

— Alfred P. Aldrich, Steven Channing, Crisis of Fear, 141–142 p. (lire en ligne)
Dans un discours de janvier 1860, le membre du congrès de Caroline du Sud Laurence Massillon Keitt résume ce point de vue dans un oratoire condamnant le parti républicain pour ses points de vue contre l'esclavage, affirmant que l'esclavage n'est pas moralement condamnable, mais plutôt justifié :

« Le parti antiesclavagiste soutient que l'esclavage est mauvais en soi, et le gouvernement est une démocratie nationale consolidée. Nous, du Sud, nous disons que l'esclavage est juste. »

En décembre de la même année, Keitt déclare que la proclamation de Sécession de la Caroline du Sud est le résultat direct de l'esclavage :

« Notre peuple en est venu à cela en raison de la question de l'esclavage. »

— Laurence Massillon Keitt, Débats de la sécession de la Caroline du Sud (décembre 1680)

## Sécession
Le 9 novembre 1860, l'assemblée générale de Caroline du Sud adopte une « résolution pour appeler l'élection d'Abraham Lincoln en tant que président des États-Unis comme un acte hostile » et déclare son intention de faire sécession des États-Unis.
En décembre 1860, au milieu de la crise de la sécession, l'ancien membre du congrès de Caroline du Sud John McQueen écrit à un groupe de leaders de la société civile à Richmond, en Virginie, à propos des raisons pour lesquelles la Caroline du Sud envisage la sécession de l'Union. Dans sa lettre, McQueen affirme que le président américain élu Abraham Lincoln soutient l'égalité et les droits civiques pour les afro-américains ainsi que l'abolition de l'esclavage. La Caroline du Sud étant opposée à de telles mesures est donc contrainte de faire sécession :

« Je n'ai jamais douté de ce que fera la Virginie quand les alternatives se présenteront à son peuple intelligent et valeureux, pour choisir entre une association avec ses sœurs et la domination d'un peuple qui a choisi son chef sur l'unique idée que l'africain est égal de l'anglo-saxon, et dans le but de placer nos esclaves à égalité avec nous-mêmes et nos amis de toute condition ! Et si nous, de la Caroline du Sud, nous avons aidé à vous délivrer de la tyrannie et de la dégradation, comme vous le supposez, cela nous assurera seulement que nous avons accompli notre devoir envers nous-mêmes et nos sœurs en prenant le premier pas décidé pour préserver un héritage laissé par une ascendance dont l'esprit interdit d'être terni par les assassins. Nous, de la Caroline du Sud, espérons bientôt vous accorder une Confédération du Sud, où les blancs domineront nos destinées et dont nous pourrons transmettre à notre postérité les droits, privilèges et honneurs que nous ont laissés nos ancêtres. »

— John McQueen, Correspondence de T.T. Cropper et J.R. Crenshaw,
Le chef religieux de Caroline du Sud James Henley Thornwell adopte également un point de vue similaire à celui de McQueen, indiquant que l'esclavage est justifié au regard de la religion chrétienne et ceux qui voient l'esclavage comme étant immoral sont donc opposés au christianisme :

« Les parties dans le conflit ne sont pas simplement abolitionnistes ou esclavagistes. Elles sont athées, socialistes, communistes, républicaines rouges, jacobines d'un côté ; et amis de l'ordre et de la liberté régulée de l'autre côté. En un mot, le monde est un champ de bataille : le christianisme et l'athéisme en sont les combattants ; le progrès de l'humanité en est l'enjeu. »

— James Henley Thornwell, Rhea, 2011
D'autres institutions religieuses en Caroline du Sud expriment également leur soutien à l'esclavage. Les presbytériens du sud de la Caroline du Sud déclarent que :

« L'anti-esclavage est fondamentalement infidèle. Il fait la guerre sur la Bible, sur l'Église du Christ, sur la vérité de Dieu, sur les âmes des hommes. »

— Southern Presbyterian of S.C., Rhea, 2011
Le 10 novembre 1860, l'assemblée générale de Caroline du Sud appelle à une « convention de la population de la Caroline du Sud » pour envisager la sécession. Les délégués sont élus le 6 décembre. La convention de sécession est convoquée à Columbia le 17 décembre et vote à 169 voix contre zéro la déclaration de sécession des États-Unis,. La convention se rend ensuite à Charleston pour rédiger une ordonnance de sécession. Lorsque l'ordonnance est adoptée le 20 décembre 1860, la Caroline du Sud devient le premier État esclavagiste du sud à déclarer qu'il fait sécession des États-Unis. James Buchanan, le président des États-Unis, déclare l'ordonnance illégale mais n'agit pas pour l'arrêter.
Un comité de la convention rédige également une déclaration des causes immédiates qui induisent et justifient la sécession de la Caroline du Sud (en) qui est adoptée le 24 décembre. La déclaration de sécession précise les principales raisons qui conduisent la Caroline du Sud à déclarer sa sécession de l'Union, à savoir :

« ... l'hostilité croissante de la part des États non esclavagistes sur l'institution de l'esclavage. »

— Déclaration des causes immédiates qui induisent et justifient la sécession de la Caroline du Sud (24 décembre 1860)
La déclaration affirme également que la sécession est déclarée comme une conséquence du refus d'états libres de faire respecter la loi sur les esclaves fugitifs. Même si la déclaration soutient que la sécession est justifiée par le fait que les États-Unis « portent atteintes aux droits réservés des États », les griefs que la déclaration énumère concernent principalement la propriété des droits des propriétaires d'esclaves. De façon générale, la déclaration affirme que la Constitution des États-Unis a été élaborée pour établir que chaque État « est l'égal d'un autre » au sein de l'Union, avec « un contrôle séparé sur ses propres institutions », comme « le droit de propriété sur des esclaves ».

« Nous affirmons que les raisons pour lesquelles ce gouvernement a été institué ont été défaites et que le gouvernement lui-même en a été le destructeur par l'action des États non esclavagistes. Ces États ont appliqué leur droit de décider de la convenance de nos institutions nationales ; et ont nié les droits de propriété établis dans quinze des États et reconnus par la Constitution ; Ils ont dénoncé comme pécheur l'institution de l'esclavage ; Ils ont permis l'établissement ouvert de sociétés dont l'objet avoué est de perturber la paix et d'éluder les biens des citoyens d'autres États. Ils ont encouragé et aidé des milliers de nos esclaves à quitter leurs maisons ; et ceux qui restent, ont été incités par des émissaires, des livres et des images à l'insurrection servile. »

— Déclaration des causes immédiates qui induisent et justifient la sécession de la Caroline du Sud (24 décembre 1860), 
Les esclaves en fuite constituent l'une des principales préoccupations. La déclaration affirme que certaines parties de la Constitution des États-Unis ont été spécialement écrites pour assurer le retour des esclaves qui se sont échappés dans d'autres États et cite le quatrième article : « Aucune personne tenue de servir ou de travailler dans un État, en vertu de la législation de celui-ci, s'échappant dans un autre, ne doit, en conséquence de toute loi ou tout règlement qui y est en vigueur, être déchargée de servir ou de travailler, mais doit être livrée sur demande de la partie à laquelle ce service ou travail est dû ». La déclaration ajoute que cette disposition de la Constitution était à l'origine si importante pour les signataires que « sans elle, ce pacte n'aurait pas été fait ». Les lois du « gouvernement général » ont confirmé cette stipulation « pendant de nombreuses années ». La déclaration accuse « une hostilité croissante de la part des États non-esclavagistes vis-à-vis de l'institution de l'esclavage [qui] a conduit au mépris de leurs obligations ». Parce que l'accord constitutionnel a été « délibérément cassé et ignoré par les États non-esclavagistes », la conséquence est que « la Caroline du Sud est libérée de son obligation » de faire partie de l'Union.
Une autre préoccupation est l'élection récente de Lincoln à la présidence dont les positions anti-esclavagistes font craindre à une abolition définitive de l'esclavage :

« Une ligne géographique a été tracée au travers de l'Union, et tous les États au nord de cette ligne ont été réunis par l'élection à la présidence des États-Unis d'un homme dont les opinions et projets sont hostiles à l'esclavage. Il doit être confié avec l'administration du gouvernement commun, parce qu'il a déclaré que ce « gouvernement ne peut être définitivement à moitié esclave, à moitié libre », et que l'esprit public doit rester dans la croyance que l'esclavage est sur la voie de l'extinction ultime. »

— 
La déclaration de sécession de la Caroline du Sud de décembre 1860 reprend certains éléments de la déclaration d'indépendance de juillet 1776. Néanmoins, la version de la Caroline du Sud en omet certaines affirmations, comme le fait que « tous les hommes sont créés égaux », « qu'ils sont dotés par leur créateur de certains droits inaliénables » ainsi que la mention de « consentement des gouvernés ». Le professeur et historien Harry V. Jaffa note que ces omissions sont significatives dans son livre de 2000, A New Birth of Freedom: Abraham Lincoln and the Coming of the Civil War :

« La Caroline du Sud cite librement mais avec une certaine précision une partie des termes de la déclaration originale. Cette déclaration dit que c'est le droit du peuple d'abolir toute forme de gouvernement qui renie les fins pour lesquelles il a été établi. Mais la Caroline du Sud ne répète pas les termes qui précédent dans le document antérieur : « Nous considérons ces vérités comme évidentes, que tous les hommes sont créés égaux »... »

— Harry Jaffa , A New Birth of Freedom: Abraham Lincoln and the Coming of the Civil War (2000) 
Jaffa déclare que la Caroline du Sud omet ces références à l'égalité humaine et au consentement des gouvernés en raison de ses opinions racistes et pro-esclavagistes, les sécessionnistes de Caroline du Sud ne croyant pas à ces idéaux :

« Les gouvernements ne sont légitimes que dans la mesure où leurs « justes pouvoirs » sont dérivés « du consentement des gouvernés ». Tout ce qui précède est supprimé de la déclaration de la Caroline du Sud, pour des raisons évidentes. En aucun sens, on aurait pu dire que les esclaves en Caroline du Sud étaient régis par des pouvoirs découlant de leur consentement. On ne pouvait pas non plus dire que la Caroline du Sud se séparait du gouvernement de l'Union parce que ce gouvernement était devenu destructeur des fins pour lesquelles il était établi. La Caroline du Sud en 1860 avait une idée tout à fait différente de ce que les fins du gouvernement devrait être de 1776 ou 1787. Cette différence peut être résumée dans la différence entre tenir l'esclavage comme un mal nécessaire, et le tenir comme un bien positif. »

— Harry Jaffa, A New Birth of Freedom: Abraham Lincoln and the Coming of the Civil War
Le 25 décembre, le lendemain de la déclaration de sécession de la Caroline du Sud, une convention de Caroline du Sud délivre une « allocution aux États esclavagistes » :

« Nous préférons cependant notre système d'industrie, par lequel le travail et le capital sont identifiés dans l'intérêt, et le capital, par conséquent, protège le travail, par lequel notre population double tous les vingt ans, par lequel la famine est inconnue, et l'abondance couronne la terre, par lequel l'ordre est maintenu par une police bénévole, et où les régions les plus fertiles du monde que l'homme blanc ne peut pas travailler, sont valorisées par le travail des Africains et le monde entier est béni par nos propres productions... Nous vous demandons de vous joindre à nous, en formant une Confédération des États esclavagistes. »

— Convention de Caroline du Sud : allocution du peuple de Caroline du Sud aux peuplpes des États esclavagistes (25 décembre 1860), 
Le sociologue James W. Loewen argue que « l'esclavage, et non les droits des États, a engendré la guerre de Sécession ». À propos de la déclaration de sécession de la Caroline du Sud, Loewen écrit que :

« La Caroline du Sud était d'autant plus contrariée que New York n'autorisait plus le « transit des esclaves ». Dans le passé, si la bourgeoisie de Charleston voulait passer le mois d'août dans les Hamptons, ils pouvaient amener leur cuisinier. C'était fini – et les délégués de la Caroline du Sud étaient scandalisés. En outre, ils étaient en désaccord avec les États de la Nouvelle-Angleterre qui avaient autorisé le vote des hommes noirs et toléré les sociétés abolitionnistes. Pour la Caroline du Sud, les États ne devraient pas avoir le droit de laisser leurs citoyens se réunir et parler librement quand ce qu'ils disent menace l'esclavage.
D'autres états ont fait sécession en écho à la Caroline du Sud. « Notre position est parfaitement identifiée à l'institution de l'esclavage - le plus grand intérêt matériel du monde », a proclamé le Mississippi dans sa propre déclaration de sécession, votée le 9 janvier 1861. « Son travail fournit le produit qui constitue de loin le plus grand et les plus importantes parties du commerce de la terre... Un coup à l'esclavage est un coup au commerce et à la civilisation ». »

— James W. Loewen, The Washington Post (2011)
L'État adopte le drapeau au palmier nain comme bannière, une version légèrement modifiée de celui qui est utilisé comme drapeau de l'État courant. La Caroline du Sud après la sécession est fréquemment appelée la « république du palmier nain ».
Après la déclaration de sécession de la Caroline du Sud, l'ancien membre du congrès James L. Petigru fait la remarque célèbre, « la Caroline du Sud est trop petite pour une république et trop grande pour un asile de fou ». Peu après, la caroline du Sud se prépare à une présumée réponse militaire des États-Unis et travaille en parallèle à convaincre les autres États du Sud à faire sécession et à rejoindre la confédération des États du Sud.
Le 4 février 1861, à Montgomery, une convention comprenant des délégués de Caroline du Sud, de Floride, du Mississippi, de Géorgie, et de Louisiane se tient pour former une nouvelle constitution et un gouvernement sur le modèle des États-Unis. Le 8 février 1861, la Caroline du Sud se joint officiellement à la Confédération. Selon un rédacteur en chef d'un journal de Caroline du Sud :

« Le Sud en maintenant en marche pour former une république esclavagiste... »

— L.W. Spratt, The Philosophy of Secession: A Southern View (February 13, 1861)
La déclaration de sécession de la Caroline du Sud est soutenue par des personnalités religieuses de l'État qui la considèrent conforme aux principes de leur religion :

« Les triomphes du christianisme reposent à ce jour sur l'esclavage ; et l'esclavage dépend des triomphes du Sud… Cette guerre est la servante de l'esclavage. »

— John T. Wightman, The Glory of God, the Defence of the South

## Guerre de Sécession

Carte de 1862 de l'U.S. Coast Survey de la côte de Caroline du Sud de Charleston à Hilton Head

### Fort Sumter

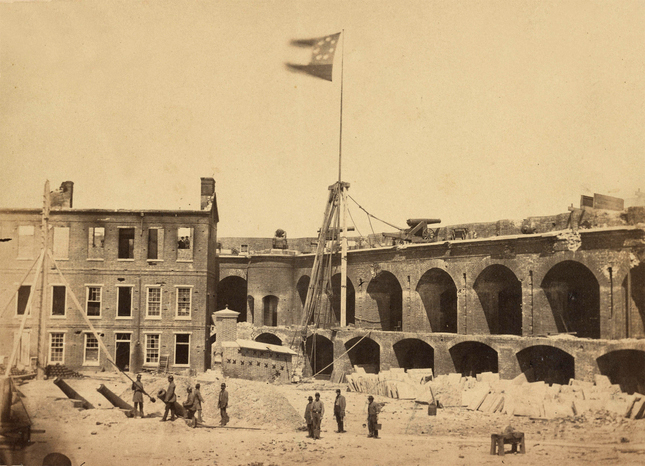
Fort Sumter, 1861, arborant le drapeau confédéré après la prise du fort aux États-Unis par la Confédération.

Six jours après la sécession, le lendemain de Noël, le commandant Robert Anderson, commandant des troupes américaines à Charleston, retire ses hommes de la forteresse de l'île du Fort Sumter dans le port de Charleston. La milice de la Caroline du Sud se jette sur les batteries abandonnées du continent et entraîne leurs canons sur l'île. Sumter est la position clé pour empêcher une attaque navale contre Charleston, de sorte que les sécessionnistes sont déterminés à ne pas autoriser les forces américaines à rester indéfiniment. Plus important encore, la revendication d'indépendance de la Caroline du Sud semblerait vide si les forces américaines contrôlaient leur plus grand port. Le 9 janvier 1861, le navire américain Star of the West s'approche pour réapprovisionner le fort. Les cadets de La Citadelle, l'école militaire de Caroline du Sud (en) tirent sur le Star of the West, frappant le navire à trois reprises et l'obligeant à se retirer vers New York.
Le Mississippi déclare sa sécession plusieurs semaines après la Caroline du Sud, et cinq autres États du Sud inférieur suivent. L'administration sortante de Buchanan et le président élu Lincoln nient que tout État a le droit de faire sécession. Le 4 février, un congrès des sept États sécessionnistes se réunit à Montgomery en Alabama et approuve une nouvelle constitution pour les États confédérés d'Amérique. La Caroline du Sud entre dans la Confédération le 8 février 1861, moins de six semaines après avoir proclamé son indépendance.
Les États esclavagistes du Sud supérieur, tels que la Virginie et la Caroline du Nord, qui ont initialement voté contre la sécession, appellent à une conférence de paix, avec peu d'effet. Au même moment, l'orateur de Virginie Roger Pryor se rend à Charleston et proclame que la seule façon d'obtenir de son État qu'il se joigne à la Confédération est que la Caroline du Sud pousse à la guerre contre les États-Unis. L'endroit idéal pour commencer est juste au milieu du port de Charleston.
Le 10 avril, le Mercury réimprime des histoires de journaux de New York qui parlent d'une expédition navale envoyée vers le sud en direction de Charleston. Lincoln prévient le gouverneur de Caroline du Sud que les navires sont envoyés pour réapprovisionner le fort, mais pas pour le renforcer. Les Caroliniens ne peuvent plus attendre s'ils espèrent prendre le fort avant que la marine arrive. Environ 6 000 hommes sont stationnés autour de la bordure du port, prêts à emmener les 60 hommes à Fort Sumter. À 4h30 du matin, le 12 avril, après deux jours de négociations intenses, et avec les navires de l'Union qui s'approchent du port, le tir commence. Des élèves de La Citadelle sont parmi ceux qui tirent les premiers coups de guerre, bien que le premier coup tiré soit habituellement attribué à Edmund Ruffin. Trente quatre heures plus tard, les hommes d'Anderson hissent le drapeau blanc et sont autorisés à quitter le fort avec des couleurs hissées et des tambours battants, saluant le drapeau américain par une salve de 50 obus (en) avant de le quitter. Au cours de ce salut, l'un des canons explose, tuant un jeune soldat — seule victime du bombardement et première victime de la guerre.
En décembre 1861, la Caroline du Sud reçoit 100 000 $ de la Géorgie après un tir désastreux dans Charleston.

### Fort Wagner
Fort Wagner est le lieu de deux batailles.
La première bataille de fort Wagner s'est déroulée le 11 juillet 1863. Seuls 12 soldats confédérés sont tués, à comparer aux 339 victimes de l'Union.

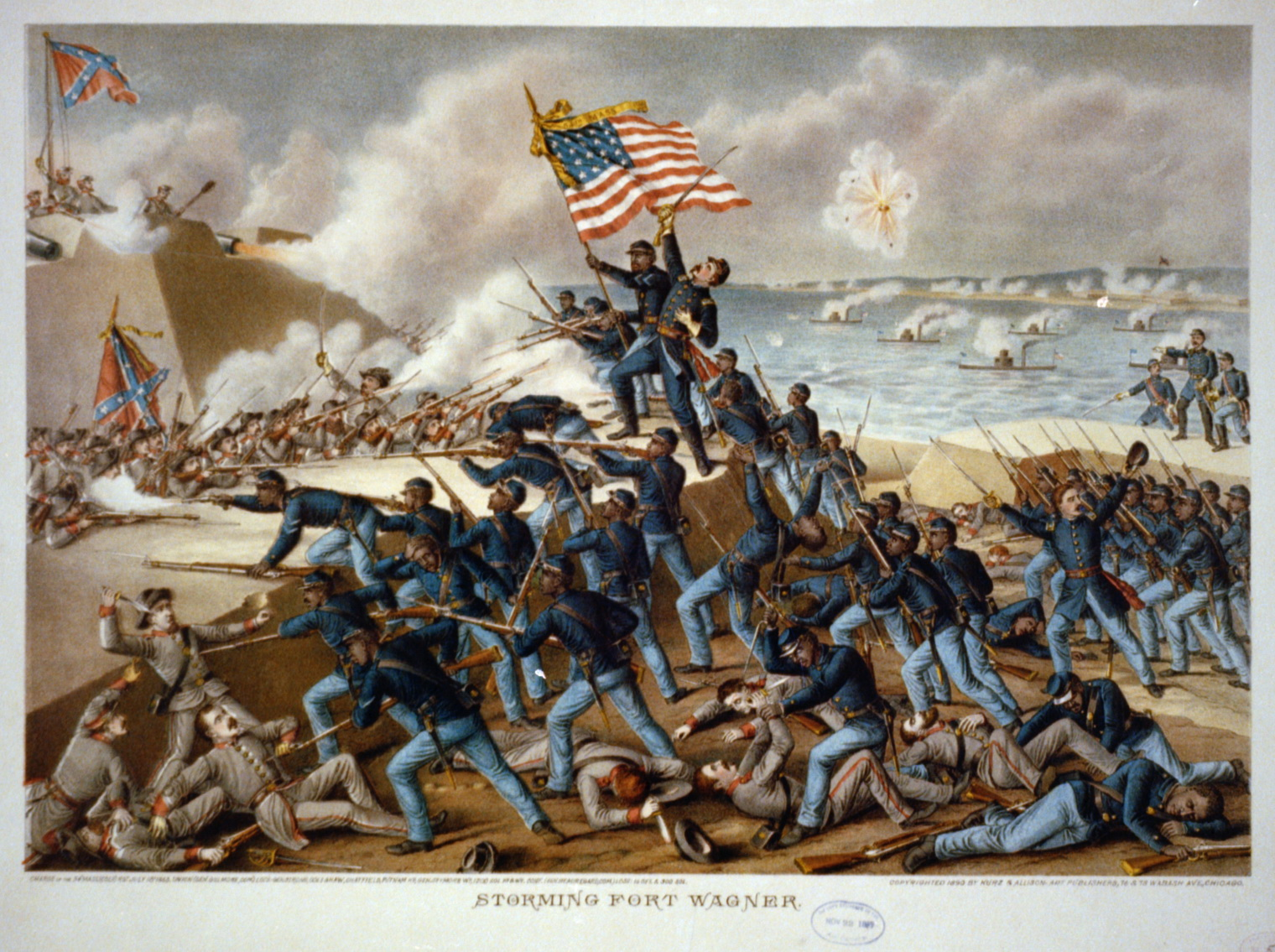
Le 54th Massachusetts Infantry chargeant vers le fort Wagner

La seconde bataille de fort Wagner, une semaine plus tard, est plus connue. C'est l'attaque par l'Union le 18 juillet 1863 menée par le 54e régiment d'infanterie du Massachusetts, l'une des premières unités militaires importante composée de soldats noirs. Le colonel Robert Gould Shaw mène la charge du 54e régiment à pied et est tué durant l'assaut.
Bien qu'il s'agit d'une défaite tactique, la propagande autour de la bataille de fort Wagner encourage les noirs à s'engager dans l'Armée de l'Union, et conforte ainsi l'avantage numérique du nord sur le sud.
L'Union entame un siège à la suite de cet assaut infructueux. Au 25 août, les lignes de l'Union se situent à 220 mètres des batteries confédérées et ordre est donné de tenter un assaut des tranchées avancées mais la tentative échoue. Une deuxième tentative, menée par le 24th Massachusetts Infantry le 26 août, échoue elle aussi. Après près de soixante jours de bombardements intensifs, les confédérés abandonnent le fort dans la nuit du 6 au 7 septembre retirant tous les canons en état de servir et la garnison,.

### Fin de la guerre
La Confédération est en infériorité numérique ainsi qu'en armement et en ravitaillement. Les navires de l'Union naviguent au sud et bloquent un port après l'autre. Dès novembre, les troupes de l'Union occupent les Sea Islands dans la région de Beaufort, établissant une importante base pour les hommes et les navires qui bloquent les ports de Charleston et de Savannah. Lorsque les propriétaires des plantations, dont beaucoup sont déjà partis avec l'armée confédérée, fuient la région, les esclaves des Sea Islands deviennent les premiers à être émancipés grâce à la guerre, et les Sea Islands deviennent le laboratoire pour l'éducation des afro-américains en vue de leur rôle futur de citoyen américain à part entière. Malgré le rôle important de la Caroline du Sud dans le déclenchement de la guerre, et une longue tentative infructueuse pour prendre Charleston depuis 1863, peu d'engagements militaires ont lieu à l'intérieur des frontières de l'État jusqu'en 1865, lorsque l'armée de Sherman, ayant déjà accomplie sa marche vers la mer à Savannah, se met en marche contre Columbia et rase la majeure partie de la ville, ainsi qu'un certain nombre de villes sur sa route. La Caroline du Sud perd 12 922 hommes au cours de la guerre, soit 23 % de sa population d'hommes blancs en âge de porter les armes. Il s'agit du plus haut pourcentage parmi les autres États de la nation. La marche de Sherman de 1865 à travers les Carolines conduit à l'incendie de Columbia et de nombreuses autres villes. Les destructions que ses troupes font subir à la Caroline du Sud surpassent celles qui ont eu lieu en Géorgie, parce que beaucoup de ses hommes ont des griefs particuliers contre l'État et ses citoyens, qu'ils rendent responsables du déclenchement de la guerre. Un homme de Sherman déclare, « C'est ici que la trahison a commencé, par Dieu, c'est ici qu'elle doit se terminer ! » La pauvreté marquera l'État pendant des générations.
En janvier 1865, le Courier de Charleston condamne les suggestions selon lesquelles l'abandon de l'esclavage dans la Confédération l'aiderait à gagner son indépendance, déclarant que de telles suggestions sont des « folies » :

« Parler de maintenir notre indépendance tandis que nous abolirions l'esclavage est simplement faire preuve de folie,. »

Le 21 février 1865, les forces confédérées ayant finalement évacué Charleston, le 54e régiment d'infanterie du Massachusetts noir défile dans la ville. Lors d'une cérémonie au cours de laquelle le drapeau des États-Unis est de nouveau levé sur le fort Sumter, l'ancien commandant du fort, Robert Anderson est rejoint sur la plate-forme par deux hommes : un héros afro-américain de l'Union, Robert Smalls et le fils de Denmark Vesey.

## Batailles en Caroline du Sud
- Bataille de Fort Sumter
- Bataille de Port Royal
- Bataille de Secessionville
- Bataille de Simmon's Bluff
- Première bataille de Charleston Harbor
- Seconde bataille de Charleston Harbor
- Seconde bataille de Fort Sumter
- Première bataille de Fort Wagner
- Bataille de Grimball's Landing
- Seconde bataille de Fort Wagner (Morris Island)
- Bataille de Honey Hill
- Bataille de Tulifinny
- Bataille de Rivers' Bridge
- Bataille d'Anderson County
- Bataille de Brattonsville
- Bataille de Broxton's Bridge
- Bataille de Cheraw
- Bataille de Gamble's Hotel (The Columns)
- Bataille d'Aiken

### Citations originales
1. ↑  « If the Republican party with its platform of principles, the main feature of which is the abolition of slavery and, therefore, the destruction of the South, carries the country at the next Presidential election, shall we remain in the Union, or form a separate Confederacy? This is the great, grave issue. It is not who shall be President, it is not which party shall rule – it is a question of political and social existence. »
2. ↑  
« The anti-slavery party contends that slavery is wrong in itself, and the Government is a consolidated national democracy. We of the South contend that slavery is right... »
— Lawrence M. Keitt, Congressman from South Carolina, in a speech to the House, Taken from a photocopy of the Congressional Globe, supplied by Steve Miller, 25 janvier 1860
3. ↑  Our people have come to this on the question of slavery.
4. ↑  « I have never doubted what Virginia would do when the alternatives present themselves to her intelligent and gallant people, to choose between an association with her sisters and the dominion of a people, who have chosen their leader upon the single idea that the African is equal to the Anglo-Saxon, and with the purpose of placing our slaves on equality with ourselves and our friends of every condition! and if we of South Carolina have aided in your deliverance from tyranny and degradation, as you suppose, it will only the more assure us that we have performed our duty to ourselves and our sisters in taking the first decided step to preserve an inheritance left us by an ancestry whose spirit would forbid its being tarnished by assassins. We, of South Carolina, hope soon to great you in a Southern Confederacy, where white men shall rule our destinies, and from which we may transmit to our posterity the rights, privileges and honor left us by our ancestors. »
5. ↑  « The parties in the conflict are not merely abolitionists and slaveholders. They are atheists, socialists, communists, red republicans, Jacobins on the one side, and friends of order and regulated freedom on the other. In one word, the world is the battleground – Christianity and Atheism the combatants; and the progress of humanity at stake. »
6. ↑  « Anti-slavery is essentially infidel. It wars upon the Bible, on the Church of Christ, on the truth of God, on the souls of men. »
7. ↑  « ...increasing hostility on the part of the non-slaveholding States to the Institution of Slavery... »
8. ↑  « We affirm that these ends for which this Government was instituted have been defeated, and the Government itself has been made destructive of them by the action of the non-slaveholding States. Those States have assumed the right of deciding upon the propriety of our domestic institutions; and have denied the rights of property established in fifteen of the States and recognized by the Constitution; they have denounced as sinful the institution of Slavery; they have permitted the open establishment among them of societies, whose avowed object is to disturb the peace and to eloign the property of the citizens of other States. They have encouraged and assisted thousands of our slaves to leave their homes; and those who remain, have been incited by emissaries, books and pictures to servile insurrection. »
9. ↑  « A geographical line has been drawn across the Union, and all the States north of that line have united in the election of a man to the high office of President of the United States whose opinions and purposes are hostile to slavery. He is to be entrusted with the administration of the Common Government, because he has declared that that "Government cannot endure permanently half slave, half free," and that the public mind must rest in the belief that Slavery is in the course of ultimate extinction. »
10. ↑  « South Carolina cites, loosely, but with substantial accuracy, some of the language of the original Declaration. That Declaration does say that it is the right of the people to abolish any form of government that becomes destructive of the ends for which it was established. But South Carolina does not repeat the preceding language in the earlier document: 'We hold these truths to be self-evident, that all men are created equal'... »
11. ↑  « [G]overnments are legitimate only insofar as their "just powers" are derived "from the consent of the governed." All of the foregoing is omitted from South Carolina's declaration, for obvious reasons. In no sense could it have been said that the slaves in South Carolina were governed by powers derived from their consent. Nor could it be said that South Carolina was separating itself from the government of the Union because that government had become destructive of the ends for which it was established. South Carolina in 1860 had an entirely different idea of what the ends of government ought to be from that of 1776 or 1787. That difference can be summed up in the difference between holding slavery to be an evil, if possibly a necessary evil, and holding it to be a positive good. »
12. ↑  « We prefer, however, our system of industry, by which labor and capital are identified in interest, and capital, therefore, protects labor–by which our population doubles every twenty years–by which starvation is unknown, and abundance crowns the land–by which order is preserved by unpaid police, and the most fertile regions of the world, where the white man cannot labor, are brought into usefulness by the labor of the African, and the whole world is blessed by our own productions.... We ask you to join us, in forming a Confederacy of Slaveholding States. »
13. ↑  « South Carolina was further upset that New York no longer allowed "slavery transit." In the past, if Charleston gentry wanted to spend August in the Hamptons, they could bring their cook along. No longer — and South Carolina's delegates were outraged. In addition, they objected that New England states let black men vote and tolerated abolitionist societies. According to South Carolina, states should not have the right to let their citizens assemble and speak freely when what they said threatened slavery.
Other seceding states echoed South Carolina. "Our position is thoroughly identified with the institution of slavery — the greatest material interest of the world," proclaimed Mississippi in its own secession declaration, passed Jan. 9, 1861. "Its labor supplies the product which constitutes by far the largest and most important portions of the commerce of the earth.... A blow at slavery is a blow at commerce and civilization." »
14. ↑  « The South is now in the formation of a Slave Republic... »
15. ↑  « The triumphs of Christianity rest this very hour upon slavery; and slavery depends on the triumphs of the South... This war is the servant of slavery. »
16. ↑  « To talk of maintaining our independence while we abolish slavery is simply to talk folly ».